# 보야르 요새

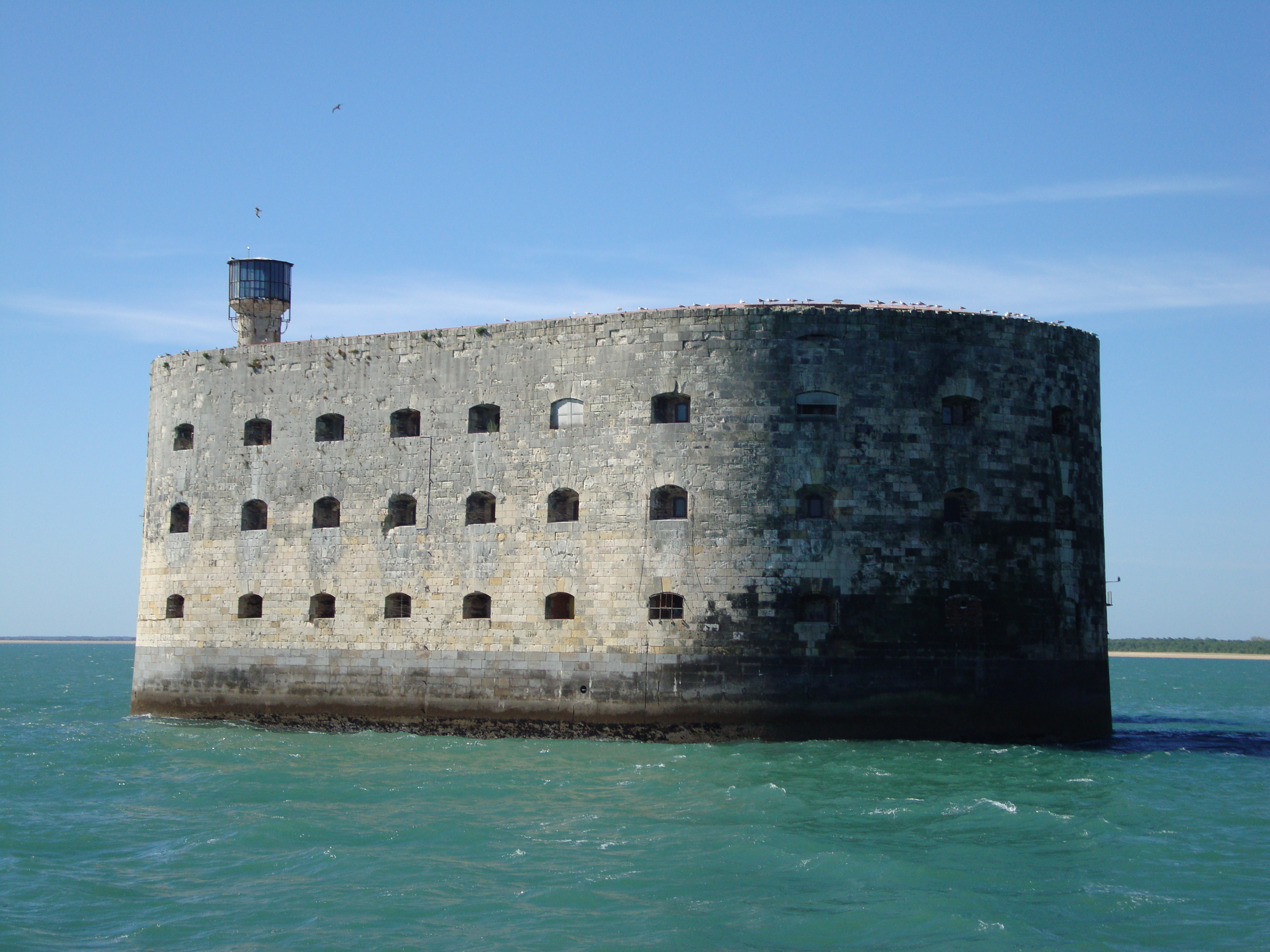
보야르 요새

보야르 요새(프랑스어: Fort Boyard)는 프랑스 북서부 해안지역 라로셸의 남쪽, 일드엑스와 일드올레론 사이 바다 한가운데에 있는 요새이다. 텔레비전 게임 쇼 《보야르 원정대》의 촬영지로도 잘 알려져 있다.